# Black Water
Black Water (Brasil: Medo Profundo / Portugal: Pântano Negro) é um filme de terror australiano e britânico do ano de 2007, foi co-escrito e co-dirigido por David Nerlich e Andrew Traucki. No Brasil o filme ganhou notoriedade pela aparição do boneco do Cebolinha da Turma da Mônica.

## Sinopse
Baseado em uma história real. De férias no Norte da Austrália, Grace (Diana Glenn), seu marido Adam (Andy Rodoreda) e sua irmã Lee (Maeve Dermody) decidem entrar na viagem Blackwater Barry para pescar. Seu guia Jim (Ben Oxenbould) usa um pequeno barco e leva os turistas pelo rio para um lugar remoto. Quando param, eles são atacados por um crocodilo enorme que vira o barco e mata Jim imediatamente. Os três sobreviventes sobem em uma árvore e quando percebem que a ajuda não virá, decidem tentar encontrar um jeito de sair daquele lugar.

## Elenco
- Diana Glenn como Grace